# Weisstannen
Weisstannen ist eine Ortschaft und eine Ortsgemeinde im Weisstannental in der Gemeinde Mels im schweizerischen Kanton St. Gallen. Die Ortsgemeinde Weisstannen besteht aus Weisstannen und Schwendi im Weisstannental.

## Geschichte
Um 1300 siedelten sich die ersten Walser aus Davos und dem Rheinwald im Weisstannental an. Der Ort wurde 1398 als ze Wisstan(n) erwähnt. Die Ortsgemeinde Weisstannen wurde 1523 gegründet. Bereits um 1500 war das Tal dicht bevölkert. Die Allmend musste geschützt und für die «Heimatkühe» reserviert werden und die Fläche an Alp vermehrt werden. Weisstannen führte darum im Jahr 1523 Gemeindereglemente ein und hatte ab sofort eine eigene Behörde.
Die 1485 erwähnte Kirche gehörte zur Pfarrei Mels. Ab 1525 ist das Johannes-Baptista-Patrozinium bezeugt. 1666 wurde der Neubau geweiht. 1689 bewilligten die katholischen regierenden Orte der Landvogtei Sargans auf Vorschlag des Abts von Pfäfers die Errichtung einer eigenen Pfarrei. 1523 entstand die Ortsgemeinde, 1874 wurde die Fahrstrasse von Mels nach Weisstannen eingeweiht und 2009 die Schulgemeinden Mels und Weisstannen zusammengeführt.

## Bevölkerung
| Jahr      | 1828 | 1860 | 1900 | 1960 | 2000 | 2022 |
| Einwohner | 580  | 460  | 427  | 378  | 223  | 118  |

## Verkehr
Weisstannen wird von einer in Mels ausgehenden Linie des Bus Sarganserland Werdenberg im Stundentakt bedient.

## Sehenswürdigkeiten

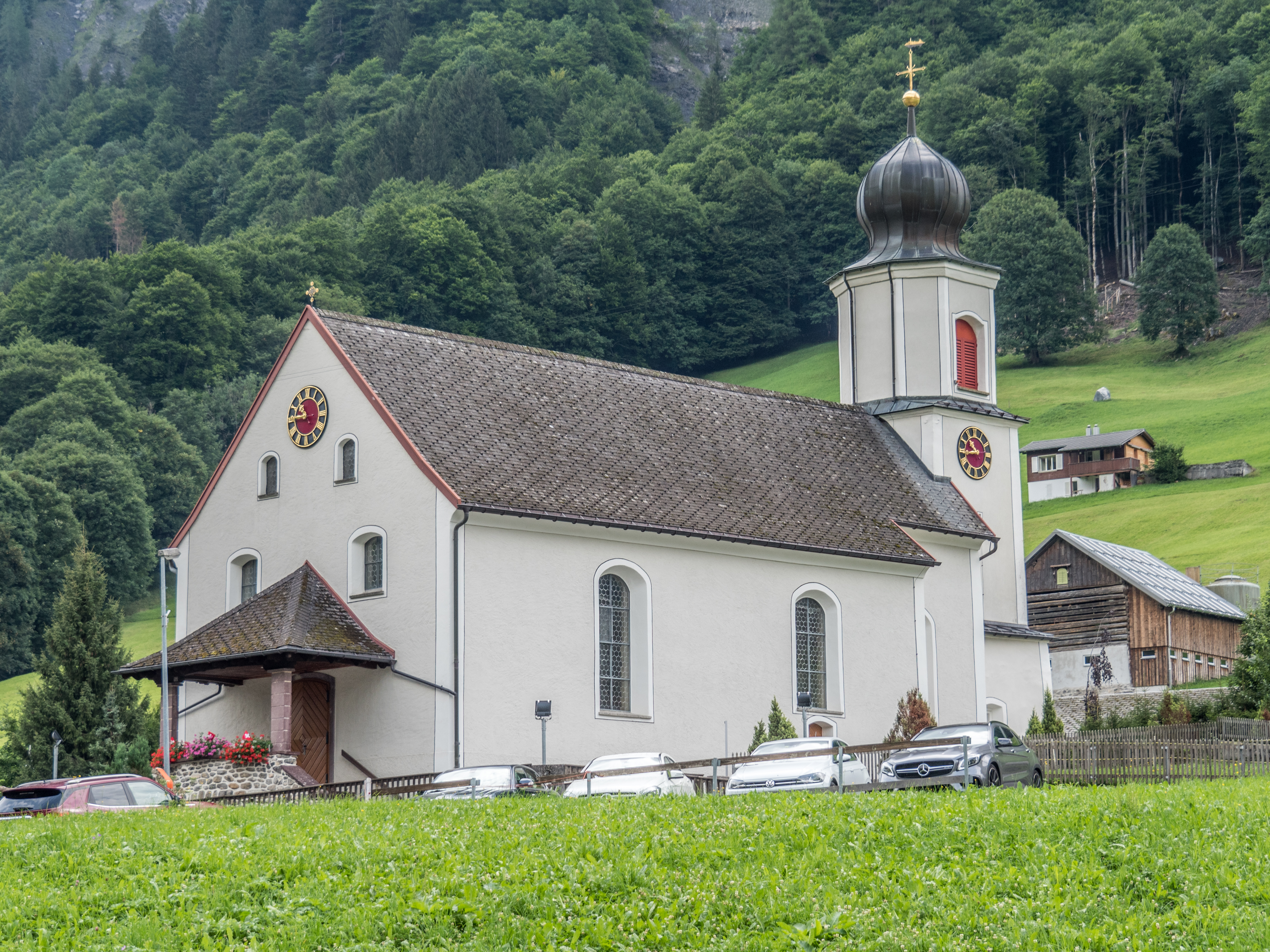
Pfarrkirche St. Johannes Baptist und St. Antonius

- Pfarrkirche St. Johannes Baptist und St. Antonius
- alte Dorfsäge und Sennerei (Museum seit 2001)
- Nostalgiemuseum «Post ab!»